# Камыш-Зарянский поселковый совет
Камыш-Зарянский поселковый совет (укр. Комиш-Зорянська селищна рада) — входит в состав
Бильмакского района
Запорожской области
Украины.
Административный центр поселкового совета находится в
пгт Камыш-Заря.

## Населённые пункты совета
- пгт Камыш-Заря